# Mallosoma zonatum
Mallosoma zonatum är en skalbaggsart som först beskrevs av Sahlberg 1823.  Mallosoma zonatum ingår i släktet Mallosoma och familjen långhorningar.
Artens utbredningsområde är:
- Paraguay.
- Uruguay.

Inga underarter finns listade i Catalogue of Life.